# Olcott (cráter)

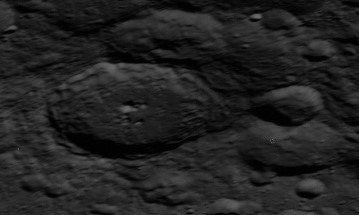
Fotografía de la misión Apolo 14

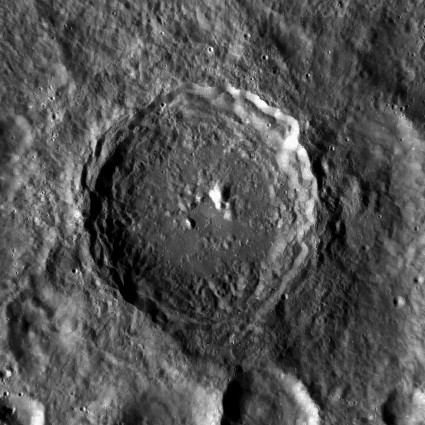
Fotografía de la misión Lunar Reconnaissance Orbiter

Olcott es un cráter relativamente reciente situado en la cara oculta de la Luna. Se encuentra al sur-sureste de los cráteres Seyfert y Polzunov, y al norte de Kostinskiy.
|  |

Este cráter carece de cualquier aspecto significativo de erosión por impactos posteriores, y sus rasgos aparecen relativamente bien definidos. El borde del brocal es generalmente de forma circular, con un ligero abultamiento hacia el noreste y una protuberancia mayor hacia el sur. Presenta rampas exteriores y algunos aterrazamientos y zonas desplomadas en sus paredes internas. Varias crestas bajas se hallan cerca del punto medio interior, con una pareja de elevaciones situadas hacia occidente cerca del centro y los picos orientales más desplazados hacia el exterior.
Los cráteres satélite Olcott M y Olcott L forman un par superpuesto sobre la muralla exterior del sur de Olcott, con el más pequeño de ellos, Olcott L que se superpone a Olcott M. El cráter satélite Olcott E está parcialmente cubierto por el borde este de Olcott.
Antes de ser nombrado en 1970 por la UAI, este cráter era conocido como "Cráter 209".

## Cráteres satélite
Por convención estos elementos son identificados en los mapas lunares poniendo la letra en el lado del punto medio del cráter que está más cercano a Olcott.
|        | \| Olcott \| Coordenadas \| Diámetro \| \| ------ \| ------------------------------ \| -------- \| \| E \| 20°54′N 119°48′E / 20.9, 119.8 \| 59 km \| \| L \| 18°18′N 118°36′E / 18.3, 118.6 \| 36 km \| \| M \| 17°54′N 117°36′E / 17.9, 117.6 \| 46 km \| |          |
| Olcott | Coordenadas | Diámetro |
| E      | 20°54′N 119°48′E / 20.9, 119.8 | 59 km    |
| L      | 18°18′N 118°36′E / 18.3, 118.6 | 36 km    |
| M      | 17°54′N 117°36′E / 17.9, 117.6 | 46 km    |